# Ella and Louis Again
Ella and Louis Again (с англ. — «И вновь Элла и Луи») — десятый студийный альбом певицы Эллы Фицджеральд и джазового трубача Луи Армстронга, был выпущен на лейбле Verve Records под студийным номером MGV 4006-2. Пластинка является плодом повторного сотрудничества Фицджеральд и Армстронга, в 1956 году они уже выпускали совместный альбом Ella and Louis.
В 2006 году Verve Records переиздали альбом в двухдисковом формате под студийным номером Verve 0602517036918.

## Список композиций
| №                   | Название             | Текст песни         | Музыка                      | Длительность |
| ------------------- | -------------------- | ------------------- | --------------------------- | ------------ |
| 1.                  | «Don’t Be That Way»  | Митчелл Пэриш       | Бенни Гудмен, Эдгар Сэмпсон | 5:01         |
| 2.                  | «Makin’ Whoopee»     | Гас Кан             | Уолтер Дональдсон           | 3:59         |
| 3.                  | «They All Laughed»   | Айра Гершвин        | Джордж Гершвин              | 3:50         |
| 4.                  | «Comes Love»         | Сэм Степт           | Лев Браун, Чарльз Тобиас    | 2:28         |
| 5.                  | «Autumn in New York» | Вернон Дюк          | Вернон Дюк                  | 6:00         |
| Общая длительность: | Общая длительность:  | Общая длительность: | Общая длительность:         | 21:18        |

| №                   | Название                          | Текст песни                                     | Музыка                 | Длительность |
| ------------------- | --------------------------------- | ----------------------------------------------- | ---------------------- | ------------ |
| 6.                  | «Let’s Do It, Let’s Fall in Love» | Коул Портер                                     | Коул Портер            | 8:44         |
| 7.                  | «Stompin’ at the Savoy»           |                                                 | Бенни Гудмен, Чик Уэбб | 5:16         |
| 8.                  | «I Won’t Dance»                   | Оскар Хаммерстайн II, Дороти Филдс, Отто Харбах | Джером Керн            | 4:47         |
| 9.                  | «Gee Baby, Ain't I Good to You»   | Энди Разаф                                      | Дон Редман             | 4:11         |
| Общая длительность: | Общая длительность:               | Общая длительность:                             | Общая длительность:    | 22:58        |

| №                   | Название                                | Текст песни         | Музыка              | Длительность |
| ------------------- | --------------------------------------- | ------------------- | ------------------- | ------------ |
| 10.                 | «Let’s Call the Whole Thing Off»        | Айра Гершвин        | Джордж Гершвин      | 4:15         |
| 11.                 | «These Foolish Things»                  | Холт Марвелл        | Гарри Линк          | 7:40         |
| 12.                 | «I’ve Got My Love to Keep Me Warm»      | Ирвинг Берлин       | Ирвинг Берлин       | 3:12         |
| 13.                 | «Willow Weep for Me»                    | Энн Ронелл          | Энн Ронелл          | 4:21         |
| 14.                 | «I’m Putting All My Eggs in One Basket» | Ирвинг Берлин       | Ирвинг Берлин       | 3:28         |
| Общая длительность: | Общая длительность:                     | Общая длительность: | Общая длительность: | 22:56        |

| №                   | Название                  | Текст песни          | Музыка               | Длительность |
| ------------------- | ------------------------- | -------------------- | -------------------- | ------------ |
| 15.                 | «A Fine Romance»          | Дороти Филдс         | Джером Керн          | 3:56         |
| 16.                 | «I’ll Wind»               | Тэд Кохлер           | Гарольд Арлен        | 3:45         |
| 17.                 | «Love Is Here to Stay»    | Айра Гершвин         | Джордж Гершвин       | 4:10         |
| 18.                 | «I Get a Kick Out of You» | Коул Портер          | Коул Портер          | 4:21         |
| 19.                 | «Learnin’ the Blues»      | Долорес Вики Силверс | Долорес Вики Силверс | 7:11         |
| Общая длительность: | Общая длительность:       | Общая длительность:  | Общая длительность:  | 23:23        |

## Участники записи
- Элла Фицджеральд — вокал.
- Луи Армстронг — вокал, труба.
- Рэй Браун — контрабас.
- Херб Эллис — гитара.
- Оскар Питерсон — фортепиано.
- Луиджи Беллсон — барабаны.